# Torrent de la Vallanca
El Torrent de la Vallanca, dita també Rasa de la Vallanca, és un afluent per la dreta de l'Aigua d'Ora la conca hidrogràfica del qual pertany íntegrament al terme municipal de Navès.

## Xarxa Hidrogràfica
La xarxa hidrogràfica del Torrent de la Vallanca està integrada per un total de 50 cursos fluvials. D'aquests, 20 són subsidiaris de 1r nivell, uns altres 22 ho són de 2n nivell i 7 ho és de 3r nivell.
La totalitat de la xarxa suma una longitud de 50.550 m. que transcorren íntegrament pel terme municipal de Navès.